# Opatija sv. Petra Jumièges
Opatija Jumièges tudi Opatija sv. Petra Jumièges je bila benediktinski samostan, ki se je nahajal v občini Jumièges v departmaju Seine-Maritime, v Zgornji Normandiji v Franciji.
Opatija Jumièges je bila do časa verskih vojn največji samostan v Franciji. Nekaj ohranjenih delov danes sestavljajo ruševine, ki so na ogled javnosti.

## Zgodovina
Leta 654 je bil samostan ustanovljen na podarjenih gozdnih zemljiščih, ki so pripadala kraljevim posestim Klovisa II. in njegove ženi, Balthildi, pod upravo frankovskega plemiča Filibertusa , ki je bil spremljevalec svetega Ouena in Wandrilla na Merovinškem dvoru Dagoberta I. Filibert je postal prvi opat in Balthildina velikodušnost je dodala "veliko daril in pašnike iz kraljevih posesti", vendar je bil kasneje dolžan zapustiti Jumièges zaradi ljubosumja nekaterih sovražnikov. Obdobje izgnanstva iz Nevstrije je preživel na dvoru škofa Ansoalda Poitiersa , zatem je ustanovil samostane v Pavillyju, Montivilliersu in Noirmoutieru, v katerem je umrl okoli leta 685. Med tistimi, ki se je zgledoval po njegovem delu je irski menih Sidonius, ki je ustanovil samostan v kraju Saint-Saëns. Pod novim opatom, Svetim Achardom, je bil Jumièges uspešen in je kmalu naseljeval skoraj tisoč menihov.
V devetem stoletju so ga izropali in do tal požgali Vikingi, vendar je bil obnovljen po naročilu William I. Longespee, vojvode Normandijskega (umrl 942). Nova cerkev je bila posvečena leta 1067 v prisotnosti Viljema Osvajalca.
Pod pokroviteljstvom vojvod Normandije, je opatija postala pomembno središče vere in učenja, njene šole so vzgojile številne učenjake, tudi nacionalnega zgodovinarja Guillaume de Jumiègesa. Vrhunec svoje slave je opatija dosegla v enajstem stoletju in je bila obravnavana kot model za vse samostane v pokrajini. Znana je bila predvsem po svoji dobrodelnosti revnim, in so jo popularno imenovali Jumièges l'Aumônier.
Cerkev se je razširila leta 1256 ter bila ponovno obnovljena 1573. Opati iz Jumiègesa so sodelovali pri velikih vseh zadevah tako v cerkvi kot državi. Eden od njih, Robert Champart, je postal leta 1051 nadškof Canterburyja, potem ko je bil škof v Londonu. Mnogi drugi so postali škofje v Franciji, nekateri so se pojavila tudi kot kardinali.
Usoda opatije je nekoliko trpela v času angleške invazije v petnajstem stoletju, vendar se je blaginja in visok položaj obdržal dokler niso celotne province opustošili Hugenoti in verske vojne. Leta 1649, v času opata Francisa III., je Jumièges prevzela kongregacija Maurist, pod katero oblastjo je bila delno oživljena nekdanja veličina.
Francoska revolucija je končala obstoj samostana, danes so ostale le impresivne ruševine. Te obsegajo cerkev s svojimi lepimi stolpi in zahodno fasado in dele samostana in knjižnice, katere vsebina je bila prenesena v Rouen, ko je bila opatija ukinjena. V sredini nekdanjega samostana še vedno stoji 500 let stara tisa. Galerijo križnega hodnika je kupil lord Stuart de Rothesay, da bi ga obnovil v gradu Highcliffe blizu Bournemoutha, Dorset.
Nobelov nagrajenec francoski pisatelj Roger Martin du Gard je posvetil svojo disertacijo  arheološki študiji ruševin.

## Arhitektura

### Samostanske cerkve
Opatijska cerkev Notre-Dame
Opatijska cerkev Notre-Dame je romanska in gotska stavba, ki je zdaj v ruševinah.
Opatija Jumièges je bila naseljena od frankovskih časov dalje. Najstarejši zapisi segajo v leto 654. Leta 841 jo je poškodoval požar. Novo življenje se je začelo v začetku 11. stoletja.
Glavna stavba je iz obdobja 1040 do 1067. Najstarejša sta velika stolpa s fasado. Stolpa sta visoka 46 metrov. Ob smrti Roberta Champartsa leta 1052 gradnja domnevno še ni imela oken v ladji. 1. julija 1067 je cerkev slovesno odprl nadškof Rouena v prisotnosti Viljema Osvajalca. 1267-1270 je bil romanski kor nadomeščen z gotskim, hkrati pa je bil gotiziran tudi transept. Presenetljiv je kontrast med eleganco in drznostjo prve stavbe in vidnih negotovosti druge. Očitno so dolgo oklevali, preden so se odločili za gotizacijo.
Revolucija je imela usodne posledice za samostanom. 1795 se je začelo z rušenjem stavbe samostana in uničenjem strehe. 1802 je novi lastnik Jumiègesa porušil kor, nato pa je cerkev do leta  1824 služila kot kamnolom. Družina Lepel-Cointet je kupila ostanke opatije leta 1852 in začela stabilizirati ostanke. Romantiki in Victor Hugo, ki so govorili o "najlepših razvalinah v Franciji", so bili prepričani, da je cerkev pridobila velik ugled.
Cerkev je bila dolga 88 m in visoka 25 m. Ladja je imela prvotno verjetno leseno prekritje, ne obokano, kot je bilo zgrajeno v stranskih ladjah. Med letoma 1688 in 1692 so zgradili nepravi rebrasti obok. Ob tej priložnosti so samo obložili nosilce.
Cerkev Sv. Petra 
Cerkev sv. Petra je še starejša od Notre Dame, saj je dobila fasado v 9. stoletju. Uničili so jo Vikingi, vendar so arheologi na več kamnih opazili tudi sledove požara. Nekdanji westwerk so menihi verjetno uničili v gotskem obdobju in so zgradili novo ladjo in apsido.

### Križni hodnik
Križni hodnik je bil zgrajena v poznem gotskem slogu in je delno ohranjen, saj je britanski veleposlanik lord Stuart de Rothesay kupil krila in jih ponovno postavil v svojem gradu v Highcliffu pri Christchurchu. V središču še vedno lahko vidimo 500-letno tiso, kot v samostanu Muckross na Irskem.

## Umetnostno-zgodovinski pomen
Ernst Adam poudarja, da lahko govorimo o šoli stavbarstva v Franciji že od druge polovice 11. stoletja. Neodvisna umetnost, ki je nastajala v Normandiji, je tvorila arhitekturni slog, ki je bil sprva značilen le za to pokrajino, nato pa so ga zaznamovala osvajanja Normanov v južni Italiji in na Siciliji ter še posebej v Angliji. Ob prelomu tisočletja se je v Normandiji pojavila intenzivna gradbena dejavnost. Knezi in plemiči so sodelovali pri ustanovljanju samostanov. V vseh škofovskih mestih so se pojavile gradnje stolnic velikih dimenzij. Najstarejša še ohranjena velika stavba je samostanska cerkev Notre-Dame de Bernay, ki se ne razlikuje mnogo od Vignoryja ali St. Remija v Reimsu. Prva opatijska cerkev v Jumiègesu predstavlja edinstven normanski videz v celoti.
Najbolj značilen arhitekturni elementi stavbe so fasade z dvojnimi stolpi, močan kvadratni osrednji stolp, pravokotne okrepitev zunanjih sten, stenske členitve s poli-okroglimi deli, loki in odprta streha nad glavno ladjo, s polstebri podprti nosilci arkad znotraj obokan in banjasti oboki nad stranskimi ladjami. To so elementi, ki so značilni za normansko arhitekturo v Jumiègesu.

## Osebnosti povezane z opatijo
V karolinški dobi je bil od 788 v opatiji zaprt Tasilo III., vojvoda Bavarske.
Guillaume de Jumièges, menih v Jumiègesu, je okoli leta 1070 napisal svoje delo Gesta Normannorum ducum.
Opatija ima tudi svoje anale: Annales Gemmeticenses, napisane v začetku 12. stoletja.
Agnès Sorel (od 1410 ali 1422 do 1450), prva uradna ljubica francoskega kralja Karla VII., je umrla v bližini, njeno srce so pokopali v samostanu, njeno telo pa prenesli v Loches.
V 17. stoletju je bil samostan spet pomemben intelektualni center. Med menihi, ki so delali tukaj so bili:
- Thomas Dufour, poznavalec orientalskih jezikov, avtor hebrejske slovnice;
- Jean Garet, urednik del Kasiodora;
- Massuet, urednik del Ireneja Lyonskega;
- Boudier, pisatelj in sekretar reda;
- Le Nourry, avtor Apparatus ad Bibliothecam Maximam Patrum, z analizo verskih pisateljev 2. do 4. stoletja.

## Anekdota
Opatija Jumièges je služila kot prizorišče za film o  Arsène Lupinu, Grofica Cagliostro.